# Paul Poupard

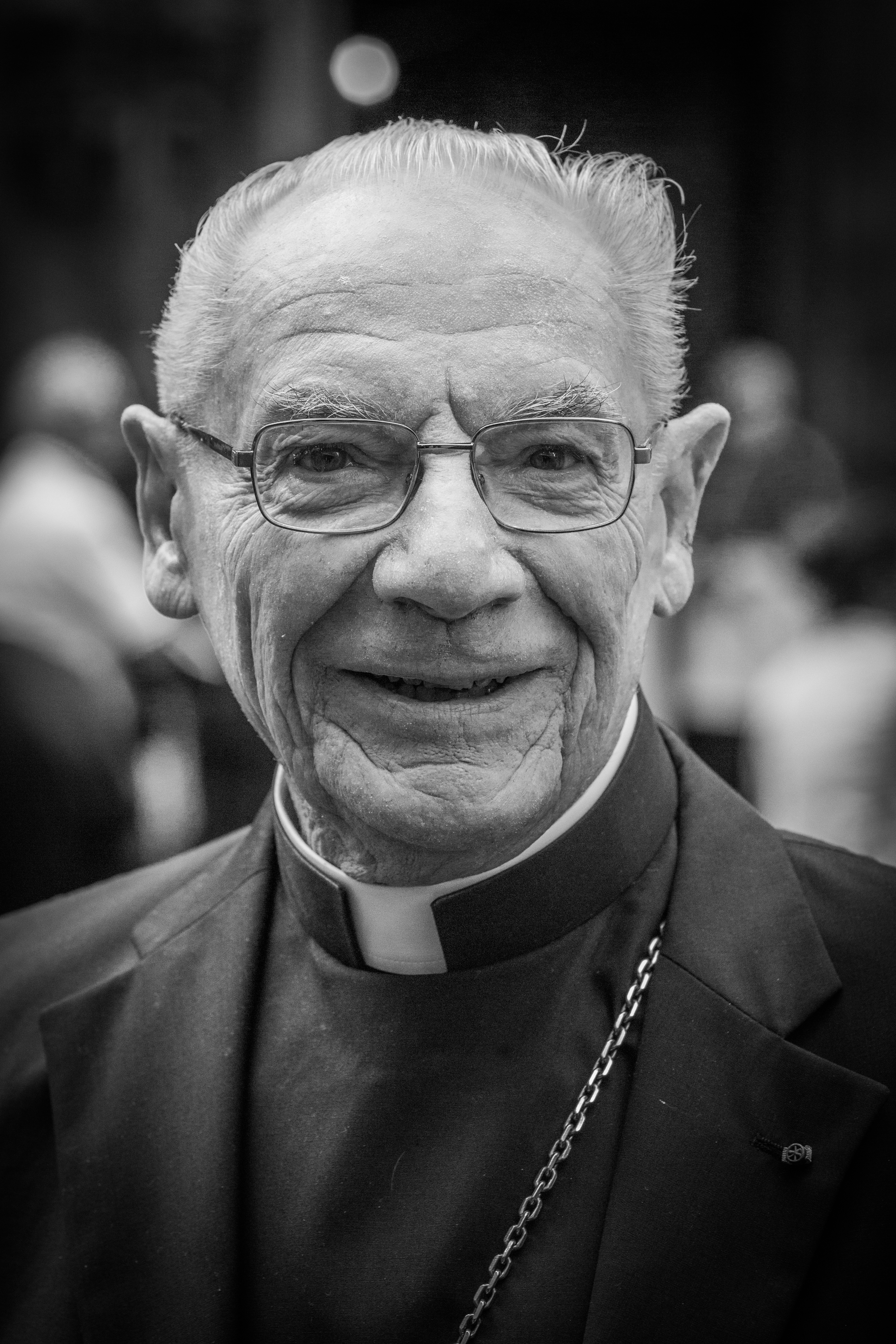
Paul Kardinal Poupard (2015)

Kardinalswappen

Paul Joseph Jean Kardinal Poupard (* 30. August 1930 in Bouzillé, Frankreich) ist ein emeritierter Kurienkardinal der römisch-katholischen Kirche.

## Leben
Paul Poupard, Sohn eines Landwirts, studierte an den Universitäten Angers und Paris und promovierte in den Fächern Katholische Theologie und Kirchengeschichte. Am 18. Dezember 1954 empfing er durch den Weihbischof in Paris Stanislas Courbe das Sakrament der Priesterweihe. Anschließend arbeitete er als Dozent und Wissenschaftler, ehe er im Jahre 1959 Mitarbeiter der Französischen Abteilung des Staatssekretariates des Heiligen Stuhls wurde. Poupard nahm 1962 an der Eröffnungszeremonie des Zweiten Vatikanischen Konzils teil. Papst Paul VI. verlieh ihm im März 1965 den Titel Kaplan Seiner Heiligkeit. Von 1971 bis 1980 leitete er als Rektor das Katholische Institut in Paris.
Am 2. Februar 1979 ernannte ihn Papst Johannes Paul II. zum Titularbischof von Usula und Weihbischof im Erzbistum Paris. Die Bischofsweihe spendete ihm der damalige Erzbischof von Paris, François Kardinal Marty, am 6. April 1979; Mitkonsekratoren waren André Pailler, Erzbischof von Rouen, und Jean Orchampt, Bischof von Angers. Am 27. Juni des Folgejahres erhielt er den Titel eines Erzbischofs und wurde mit Leitungsaufgaben im Sekretariat für die Nichtgläubigen betraut.

### Kardinal

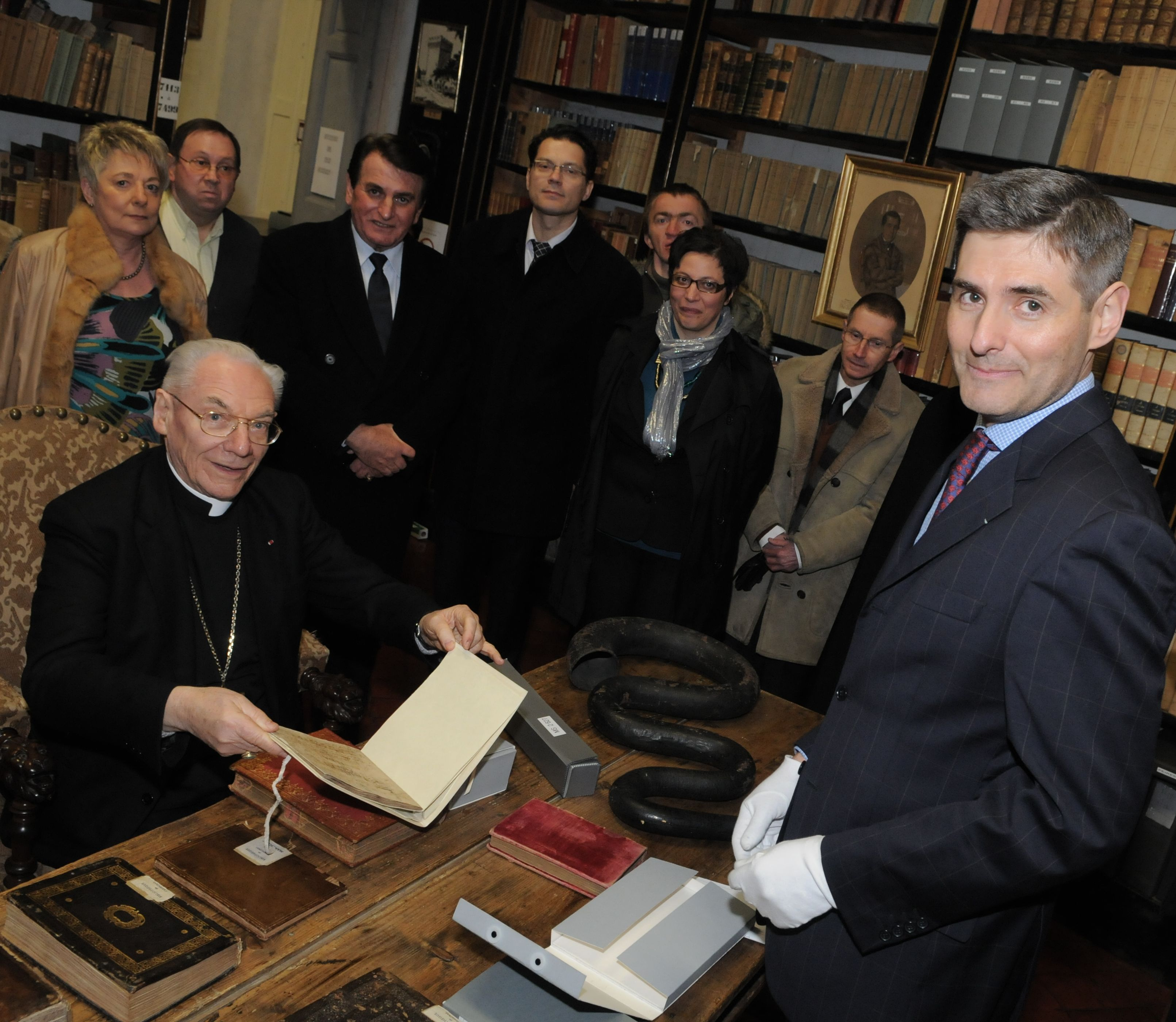
Kardinal Poupard (sitzend) als Legat in Avignon (2009)

Am 25. Mai 1985 wurde er von Johannes Paul II. als Kardinaldiakon mit der Titeldiakonie Sant’Eugenio in das Kardinalskollegium aufgenommen. Im gleichen Jahr übernahm er als Präsident die Leitung des Sekretariats für die Nichtgläubigen, das er bereits seit 1980 als Pro-Präsident geführt hatte. 1988 wurde er Präsident des Päpstlichen Rates für Kulturfragen. Er organisierte und leitete weltweit mehrere Synoden und Konferenzen und vertrat als Päpstlicher Gesandter den Papst. 1996 wurde er zum Kardinalpriester mit der Titelkirche Santa Prassede erhoben.
Paul Poupard nahm am Konklave 2005, in dem Benedikt XVI. gewählt wurde, teil. Dieser bestätigte nach seiner Wahl Poupard in seinem Amt und übertrug ihm am 11. März 2006 zusätzlich das Amt des Präsidenten des Päpstlichen Rates für den Interreligiösen Dialog.
Am 24. Mai 2007 wurde Kardinal Poupard von Papst Benedikt XVI. zum Mitglied des Päpstlichen Rates zur Förderung der Einheit der Christen ernannt. Am 25. Juni 2007 nahm Papst Benedikt XVI. seinen Rücktritt von seinem Amt als Präsident des Päpstlichen Rates für den Interreligiösen Dialog an und ernannte Jean-Louis Kardinal Tauran zu seinem Nachfolger. Dieser Schritt wurde zum 1. September 2007 wirksam.
Am 3. September 2007 nahm Benedikt XVI. Poupards Rücktrittsgesuch von seinem Amt als Präsident des Päpstlichen Rates für die Kultur an und ernannte Gianfranco Ravasi zu seinem Nachfolger in diesem Amt.
Durch das Erreichen der Altersgrenze von 80 Jahren nahm Kardinal Poupard nicht am Konklave 2013 teil. Im August 2015 nahm er als päpstlicher Repräsentant an den Feierlichkeiten zum 1000-jährigen Bestehen des Straßburger Münsters teil.

## Schriften
- Un essai de philosophie chrétienne au XIXe siècle. L’abbé Louis Bautain (= Bibliothèque de théologie, Série 4: Histoire de la théologie. Band 4). Desclée, Paris 1961 [bis heute das Standardwerk zu Louis Bautain].
- Journal romain de l’abbé Louis Bautain (1838) (=  Quaderni di cultura francese. Band 7). Edizioni di Storia e Letteratura, Rom 1964.
- Wozu ein Papst. Von Petrus zu Johannes Paul II. („Une pape pourquoi faire?“). Verlag Bonifatius-Druckerei, Paderborn 1982, ISBN 3-87088-288-3.
- Dictionnaire des religions. Presses universitaires, Paris 1985, ISBN 2-13-038907-4.
- Ce pape est un don de Dieu! Plon-Mame, Paris 2001, ISBN 2-259-19551-2.
- Au coeur du Vatican. De Jean XXIII à Jean-Paul II. Perrin, Paris 2003, ISBN 2-262-02041-8.